# Santana do Ipanema (tiểu vùng)
Santana do Ipanema là một tiểu vùng thuộc bang Alagoas, Brasil. Tiều vùng này có diện tích 3066 km², dân số năm 2007 là 164375 người.